# 真岡鐵道モオカ14形気動車
真岡鐵道モオカ14形気動車（もおかてつどうモオカ14がたきどうしゃ）は、2002年（平成14年）に営業運転を開始した真岡鐵道の気動車である。

## 概要
真岡鐵道開業時から使用してきたモオカ63形は、富士重工業（現：SUBARU）によるLE-CarIIシリーズであり、鉄道車両に比べて耐用年数の短いバス部品を多用していたこともあり、経年による老朽化が目立ち始めていた。
本系列はこれらモオカ63形の置換え用として2002年（平成14年）から製作が開始され、2006年（平成18年）までに9両が増備された。形式の「14」は平成14年に登場したことにちなむ。
製造は1・2が富士重工業で、導入途中の2003年（平成15年）に同社が鉄道車両事業から撤退したため、3以降は日本車輌製造である。

## 構造

### 車体
車体は富士重工業のLE-DCの仕様を踏襲しつつ、側面中央部に連窓風の固定窓を並べたり、屋根構体の曲率を1種類にしたり、前面窓の曲面ガラスを廃止するなど、より低価格化を目指した前面貫通扉付・18 m級2扉の普通鋼製となっている。日本車輌製の構体は、外板の板厚を増し、骨を減らす構造とすることで、コストを下げるとともに気動車特有の振動と騒音低減を図っている。
前面上部には前照灯・尾灯を、前面窓両側にはワンマン運転用のバックミラーを装備している。
塗装は、カバンをイメージした上部が濃淡の緑のモザイク模様（市松模様風。布地をイメージ）で、下部が橙色、さらに橙色塗装（皮革をイメージ）の上部に縫い目（ステッチ）を模した白の細帯（破線）が巻かれている。一般から募集した案を基に決定された。

### 室内
冷房吹出口は従来のLE-DCとは異なり、コストダウンを目指して連続したグリルとなっている。
座席はセミクロスシート（富士重工製）またはオールロングシート（日本車輌製）で、運転台後部にデジタル運賃表示機と両替機付き料金箱、整理券発行機を設置している。

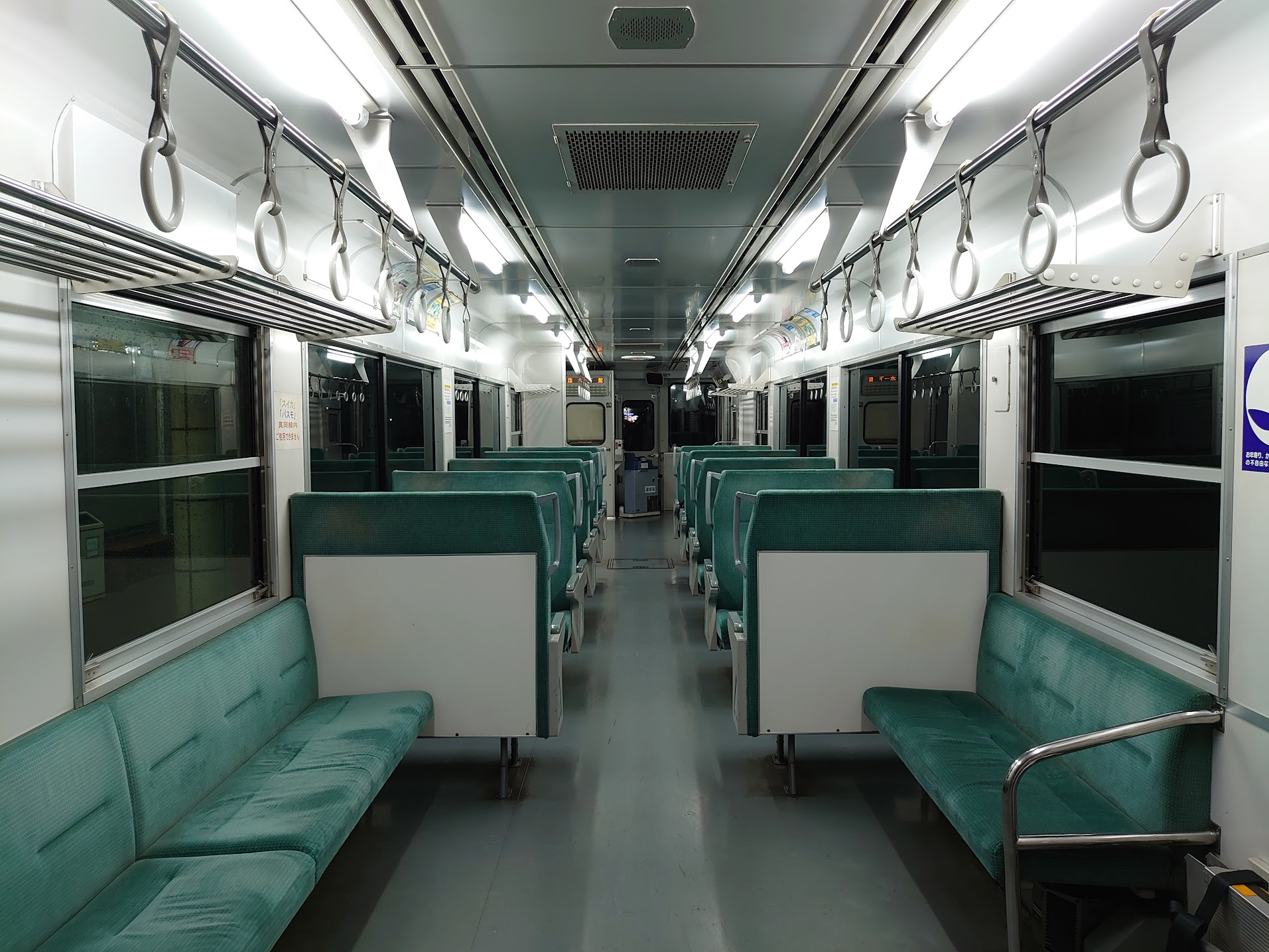
モオカ14-1（富士重工製）の車内
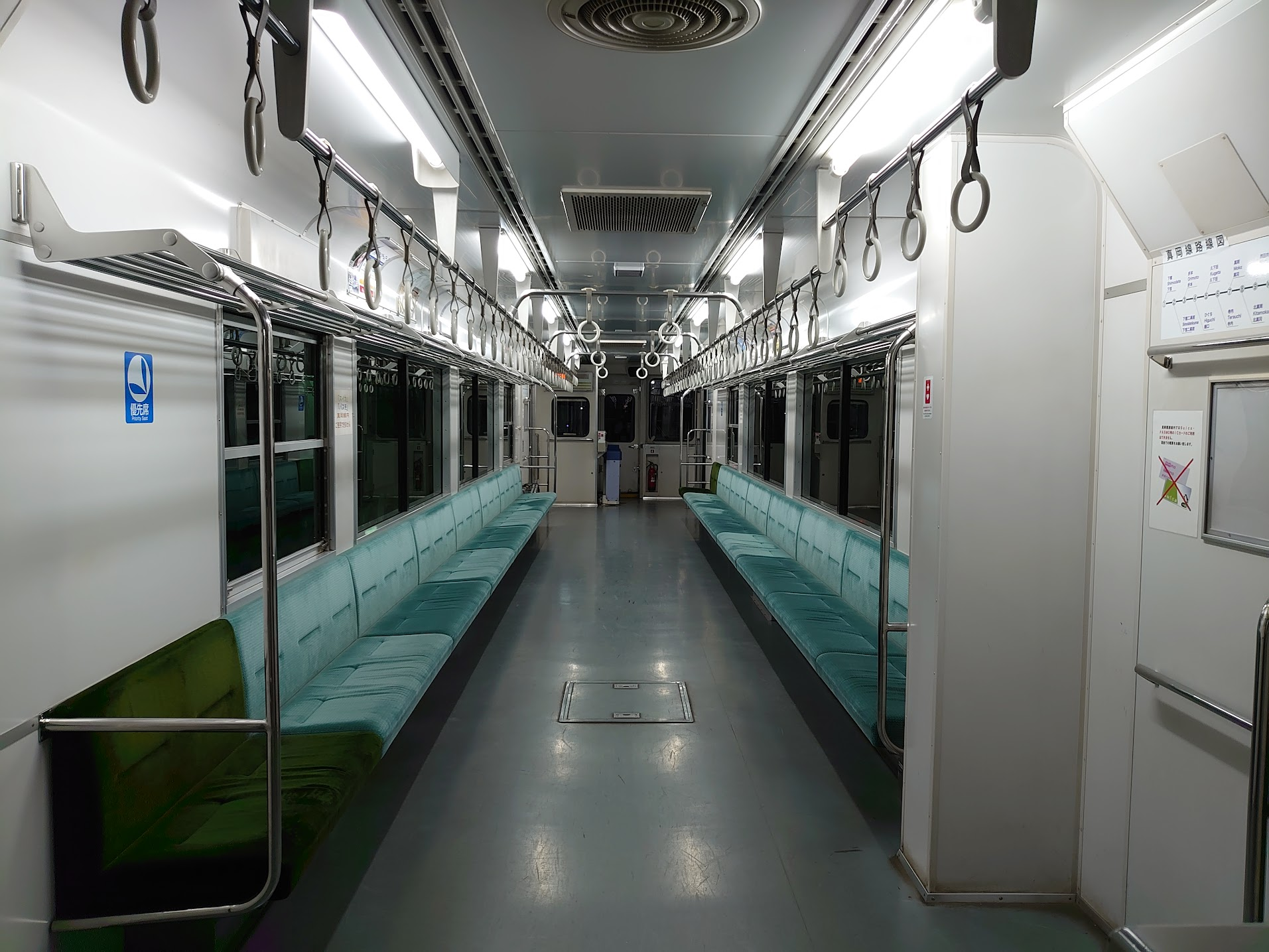
モオカ14-5（日本車輌製造製）の車内

### 機器類
走行機器類は地元のメーカー製に統一しており、走行用機関として小松製作所製のディーゼルエンジンSA6D125-H-1（355 ps）を1基、変速機も同社製のKTF3335Aを搭載している。台車はボルスタレス台車のFU56D/Tを履いている。また暖房はエンジンの冷却水を利用した温風式である。

モオカ14-1および2にはJR線乗り入れに備えATS-Pが搭載されたが、使用実績はなく、3以降は搭載されていない。

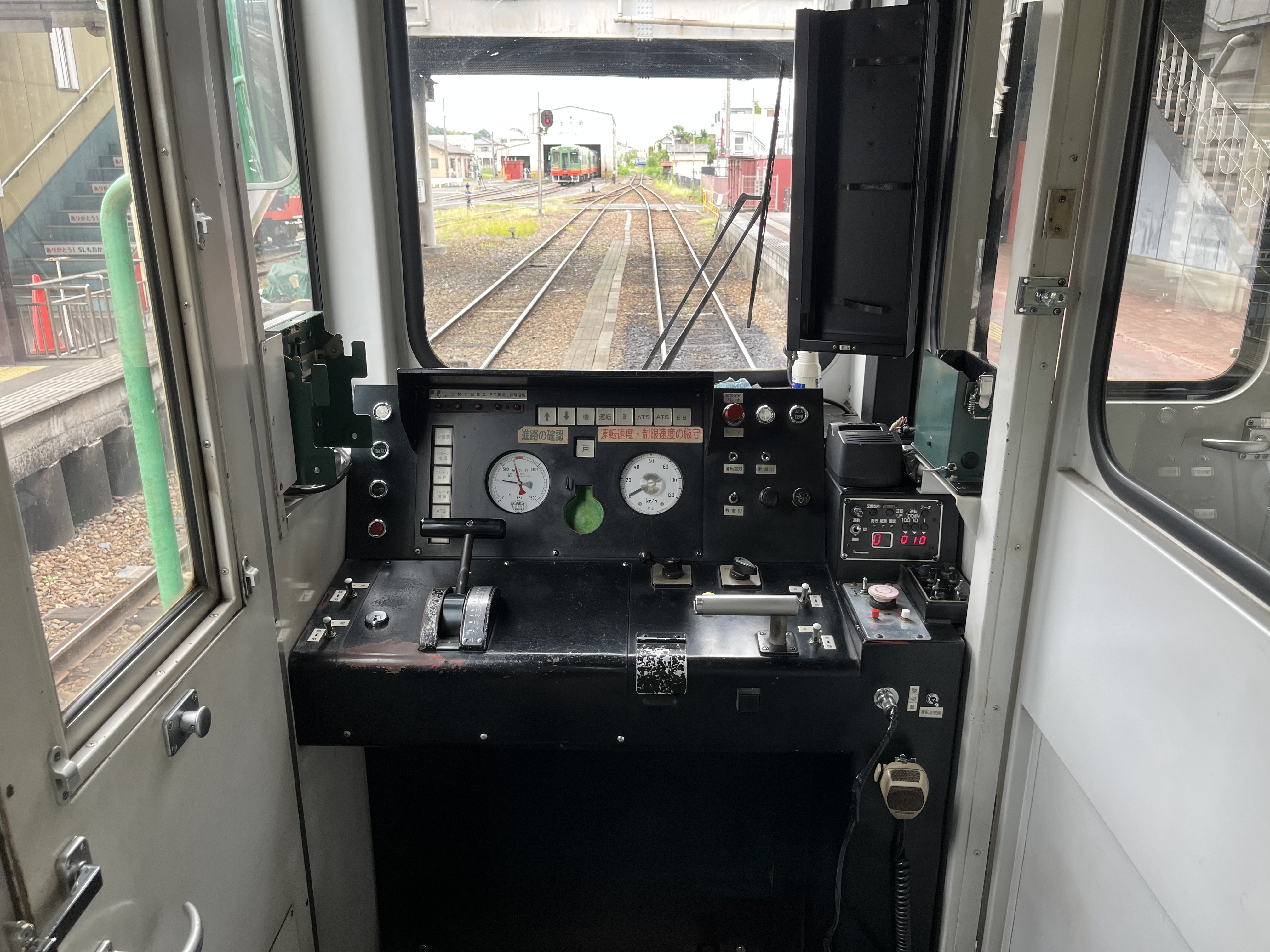
運転台(モオカ14-2)

### 製造メーカーによる差異
富士重工製の2両は室内側から容易に電球を交換出来るようにするため、前照灯・標識灯は貫通扉上に集中配置となっているが、日本車輌製の7両は左右の前面窓上に分けて配置されており、貫通扉上部は「ワンマン灯」用の小窓となっている。
このほか、富士重工製の2両はコストダウンのために前面下部のステップが鉄棒で作られた簡易なもののみ（後年その上部に別のステップを増設）であったり、側面の雨どいが外部に露出しているなどの差異がある。

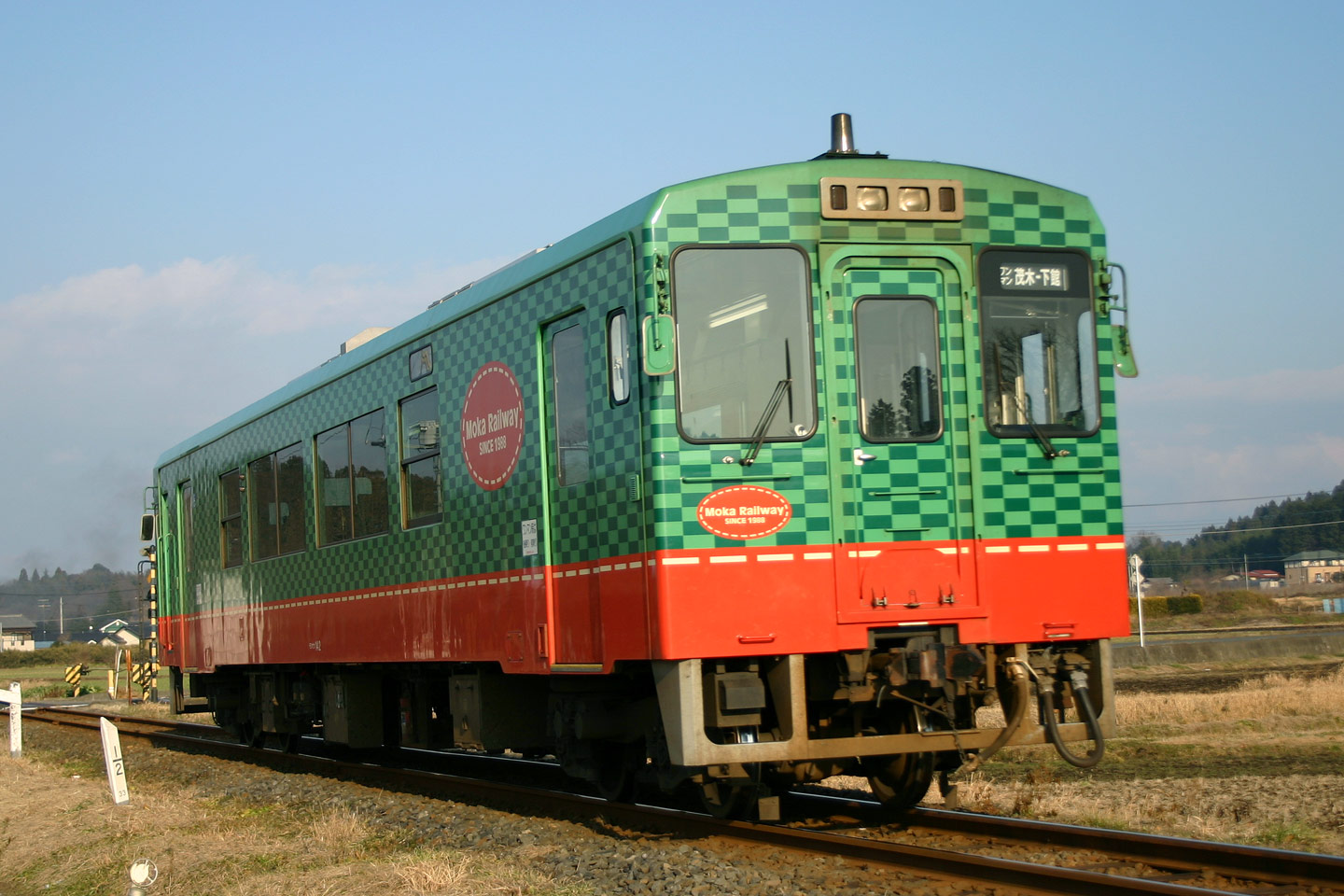
モオカ14-2（富士重工製）
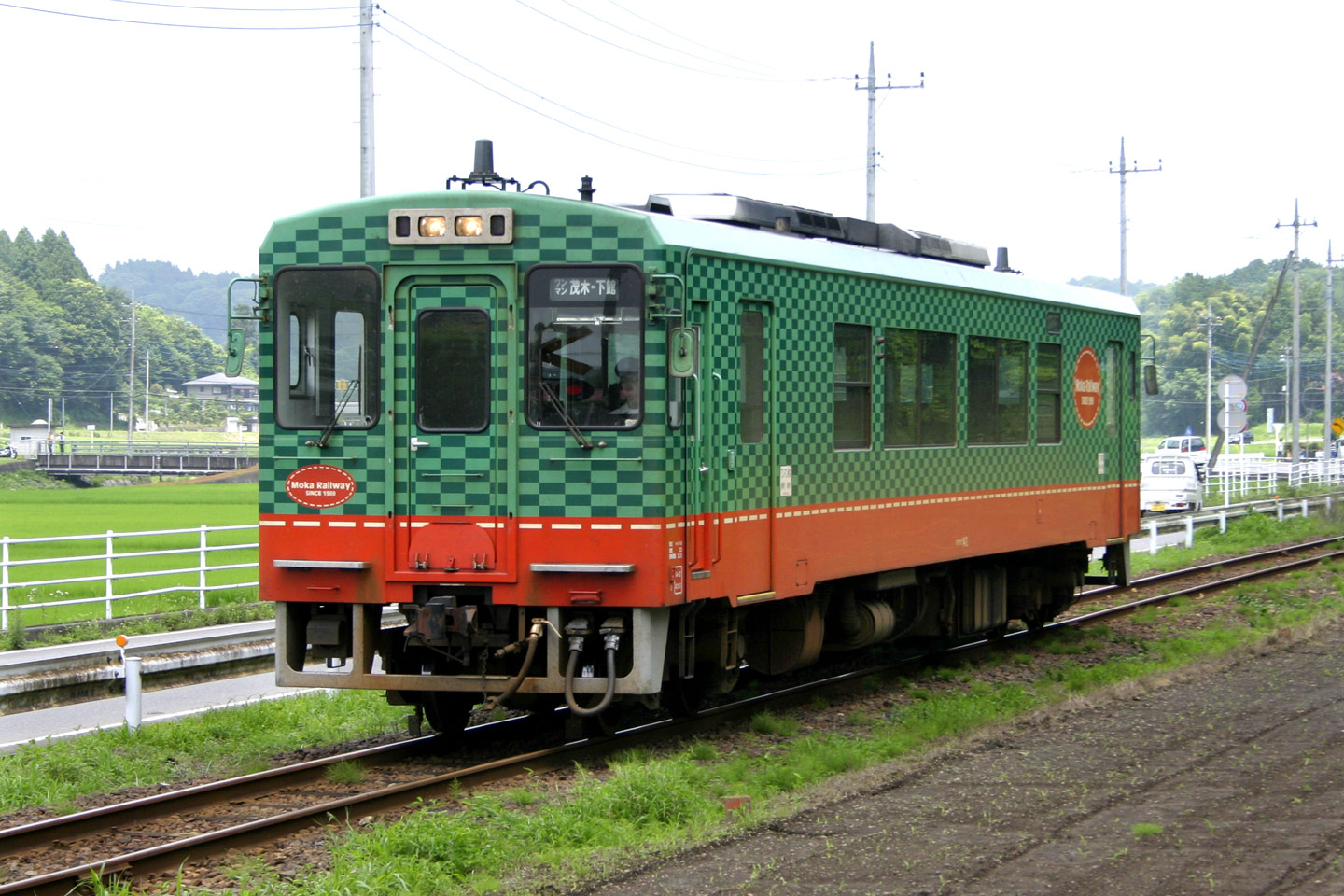
モオカ14-2（前面ステップ増設後）
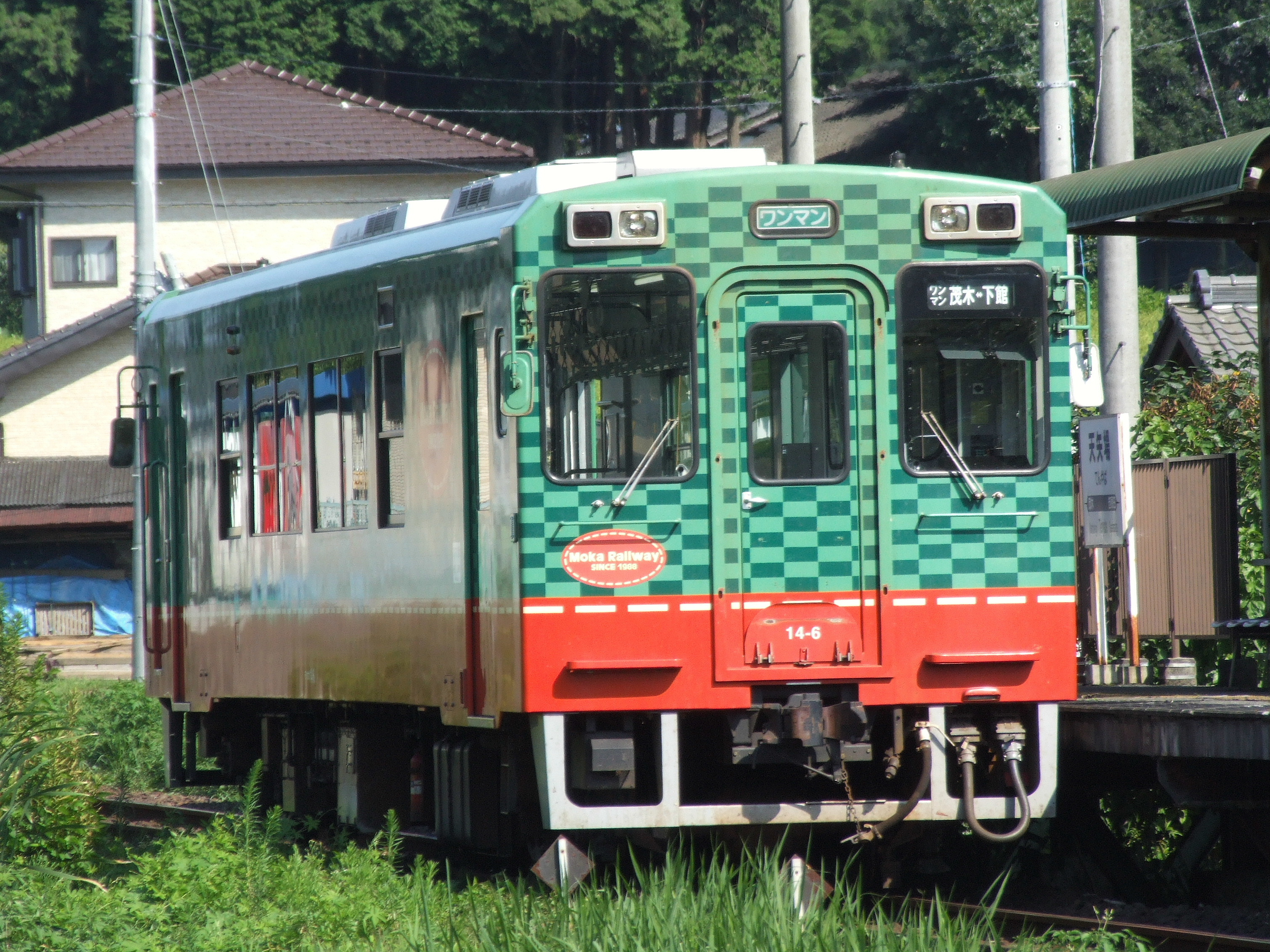
モオカ14-6（後期製造形）

2002年（平成14年）1月20日のモオカ14-1・2運転開始の際は、車内放送装置の故障や空調系のトラブルのほか、電気系統や制御系統など度重なるトラブルのため、昼間のみの限定運用とされ、一時は富士重工の担当者が添乗していた。

## 運用

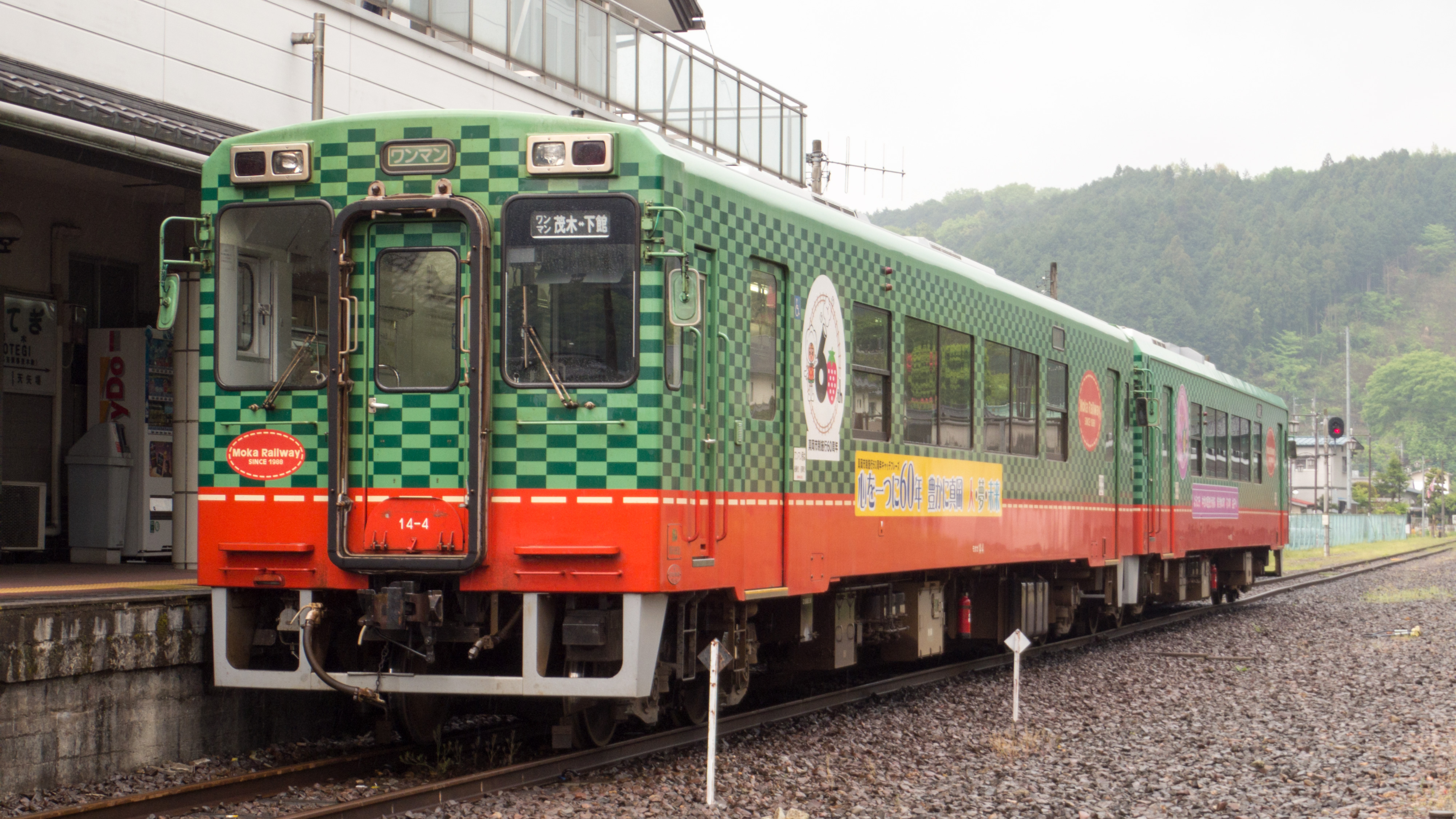
2両編成で運行されるモオカ14形

2016年（平成28年）11月現在9両が在籍し、真岡線下館駅 - 茂木駅間の全線で運用されている。通常は1両での運行（単行）だが、平日の通勤通学時間帯には2両に増結される場合がある。また、真岡市夏祭大花火大会開催時は3両編成で運行される。